# Anja Dorn
Anja Dorn, früher Anja Nathan-Dorn, (* 1971 in Köln) ist eine deutsche Kuratorin, Kunstkritikerin und derzeitige Leiterin des Dürener Leopold-Hoesch-Museums und des Papiermuseums.
Dorn ist Professorin für kuratorische Studien und dramaturgische Praxis an der Staatlichen Hochschule für Gestaltung in Karlsruhe.
Nach dem Studium der Kunstgeschichte, Theater-, Film- und Fernsehwissenschaft und Volkswirtschaftslehre in Köln und Florenz folgte 1997/98 das Curatorial Training Program De Appel zur Ausbildung von Kuratoren in Amsterdam. Im Rahmen einer Gastprofessur der Hessischen Theaterakademie hat sie das Festival der jungen Talente! auf dem Campus Bockenheim in Frankfurt am Main kuratiert, das alle 2 Jahre stattfindet.
In den Jahren von 2007 bis 2011 war sie gemeinsam mit Kathrin Jentjens Direktorin des Kölnischen Kunstvereins und hat mit ihr Einzelausstellungen mit Alexandra Bircken, Simon Denny, Omer Fast, Melanie Gilligan, Michael Krebber, Mark Leckey, Seth Price, Stephen Prina, Nora Schultz, Boris Sieverts u. v. a. realisiert. Ergänzt wurden diese durch Gruppenausstellungen, wie Konzepte der Liebe, 2008, Lecture Performance, 2009, oder Verbotene Liebe: Kunst im Sog von Fernsehen, 2010, die zum Teil gemeinsam mit Künstlern (Simon Denny und Judith Hopf) entwickelt wurden. Von 2000 bis 2005 war Anja Nathan-Dorn neben ihrer Arbeit als freie Kuratorin und Kunstkritikerin bei der Galerie Christian Nagel tätig und war Co-Kuratorin des Projektraums April in Köln.
Anja Dorn trat zum 1. August 2018 als Direktorin des Dürener Leopold-Hoesch-Museums und des Papiermuseums die Nachfolge von Renate Goldmann an.

## Ausstellungen (Auswahl)
- 27. bis 30. September 2012: Das Festival der jungen Talente!, Städelschule Frankfurt
- 14. April 2012: Der urbane Kongress – StadtLabor Köln Der urbane Kongress, Köln
- 25. September bis 19. Dezember 2012. Verbotene Liebe: Kunst im Sog von Fernsehen, Kölnischer Kunstverein, Köln
- 23. August bis 28. September 2008: Many Challenges Lie Ahead in the Near Future, Kölnischer Kunstverein, Köln
- 17. April bis 8. Juni 2008: Mark Leckey: Resident, Kölnischer Kunstverein, Köln
- 9. Februar bis 30. März: Konzepte der Liebe, Kölnischer Kunstverein, Köln
- 3. Nov 23. Dezember 2007: Élégance, Kölnischer Kunstverein, Köln
- 17. Juli bis 19. September 2004: Deutschland sucht, Kölnischer Kunstverein, Köln